# Lotnisko Smederevska Palanka
Lotnisko Smederevska Palanka (IATA: SPL, ICAO: LYSP) – lotnisko położone w Smederevskiej Palance (Serbia). Używane jest do celów sportowych.